# Mosquée de Al-Andalus
La Mosquée de Al-Andalus (arabe : مسجد الأندلس), aussi connue sous le nom de Mosquée de Málaga, est un temple islamique situé dans la ville de Málaga, en Espagne. Elle a été inaugurée en 2008.

## Description
La mosquée couvre 4 000 mètres cadrés et compte deux entrées: une pour les hommes et l'autre pour les femmes. Son minaret mesure 25 mètres de hauteur. La mosquée comprend une garderie, un auditorium pour 200 personnes, trois salles de prières, une salle de réunion, des salles de cours, une bibliothèque et des classes d'arabe. Elle a une capacité de 1 000 personnes, ce qui en fait l'une des mosquées les plus grandes d'Europe,.

## Histoire
La construction de la mosquée a été impulsée par le Consulat d'Arabie Saoudite, qui a apporté 22 millions d'euros pour sa construction bien qu'il rejette le fait de représenter l'Islam le plus conservateur qui prédomine en Arabie Saoudite, le Wahhabisme. On estime que la communauté musulmane de Málaga compte entre 50.000 et 60.000 fidèles, la plus nombreuse d'Andalousie, qui compte déjà quatre mosquées à Séville, deux à Marbella et Benalmádena et une à Torre del Mar, Torremolinos et Fuengirola.